# Straßenbahn Constantine
Koordinaten: 36° 21′ 29,9″ N, 6° 36′ 20,1″ O
Die Straßenbahn Constantine ist ein im Aufbau befindliches Straßenbahnsystem in der Stadt Constantine im Nordosten Algeriens. Der erste Streckenabschnitt wurde am 4. Juli 2013 in Betrieb genommen. Er ist 8,9 Kilometer lang, umfasst zehn Haltestellen und verläuft vom Ramdhan Ben-Abdelmalek Stadion zum Stadtteil Zouaghi im Süden der Stadt.

## Bau
Mit dem schlüsselfertigen Bau der Straßenbahn Constantine wurden die Gruppen Pizzarotti und Alstom beauftragt. Pizzarotti war für die Ingenieurleistungen und den Verkehrswegebau verantwortlich. Alstom lieferte die Ausrüstung (Gleise, Energieversorgung, Oberleitung, Signalisierung, Telekommunikation, Fahrausweisautomaten), baute den Betriebshof in Zouaghi sowie die Fahrzeuge. Die Bauarbeiten begannen im August 2008.
Den Zuschlag für den Bau von Netzerweiterungen erhielt ein Konsortium, in welchem neben Alstom drei weitere Unternehmen – Corsan, Corviam und Cosider – zusammengeschlossen sind. Alstom ist verantwortlich für Gleise, Oberleitungen und Unterwerke, Telekommunikationseinrichtungen, Signaleinrichtungen und Fahrkartenautomaten. Der Auftrag an Alstom hat einen Wert von 80 Millionen Euro. Die Bauzeit war mit etwa drei Jahren veranschlagt.

## Betrieb
Am 24. Mai 2012 gab die Pariser RATP-Gruppe bekannt, dass sie im Rahmen eines Konsortiums mit lokalen Partnern den Auftrag zum Betrieb und zur Instandhaltung aller algerischen Straßenbahnsysteme erhalten hat. Die RATP-Gruppe führt dieses Konsortium, die Société d'exploitation des tramways (Setram). 49 % der Anteile an der Setram hält die RATP, 36 % Algiers Verkehrsunternehmen ETUSA und 15 % die algerische U-Bahn-Gesellschaft EMA. Seit dem 1. Oktober 2012 obliegt diesem Gemeinschaftsunternehmen unter der Leitung von Pierre Schbath die Betriebsführung einschließlich der Vorbereitung der Betriebsaufnahme und der Wartung und Instandhaltung aller algerischen Straßenbahnsysteme (mit Ausnahme der Instandhaltung in Algier).
Nach einem Monat mit kostenlosen Probefahrten wurde der fahrplanmäßige Betrieb am 4. Juli 2013 aufgenommen. Die Planungen gehen von 70 000 Fahrgästen pro Tag aus.
Die Kosten für den Bau der Straßenbahn Constantine betrugen 44 Milliarden Dinar und waren damit dreimal so hoch wie die anfängliche Schätzung. Mit Baukosten von 4,88 Milliarden Dinar pro Kilometer waren sie höher als bei den Straßenbahnen in Algier und Oran.
Der Fahrpreis wurde zur Betriebsaufnahme von der SETRAM auf 40 Dinar für die einfache Fahrt und 320 Dinar für eine 10-Fahrten-Karte festgelegt. Später sollen auch Zeitkarten eingeführt werden.
Im Juni 2019 wurde eine 7 Kilometer lange Streckenverlängerung im Süden von Zouaghi Slimane bis Chahid Kadri Brahim in Betrieb genommen. Im September 2021 folgte eine weitere, 3,8 Kilometer lange Verlängerung von dort bis Université Abdelhamid Mehri, womit das System eine Streckenlänge von 18,4 Kilometern erreichte. Für eine weitere Strecke am Flughafen entlang nach El Khroub wurde südlich von Zouaghi Slimane bereits ein Abzweig angelegt. Die Fahrgastzahlen liegen (Stand März 2025) bei ungefähr 50 000 pro Tag.

## Fahrzeuge
Zunächst wurden 27 Wagen des Typs Citadis 402 beschafft, deren Auslieferung ab dem 24. September 2011 bis 2013 erfolgte. Sie wurden von Alstom Transport im spanischen Werk in Santa Perpètua de Mogoda hergestellt. Die siebenteiligen, niederflurigen Multigelenk-Zweirichtungsfahrzeuge sind 43,76 m lang und 2,65 m breit. 2015 bis 2017 folgten weitere 24 Wagen des gleichen Typs, die von Cital in Annaba gebaut wurden.
Die Wagenpark mit nun insgesamt 51 Fahrzeugen wurde unter Berücksichtigung der noch nicht umgesetzten Strecke nach El Khroub dimensioniert. Ohne diese werden täglich jedoch nur 28 Wagen benötigt. Seit 2024 kommen deshalb zunächst zwei Fahrzeuge stattdessen bei der Straßenbahn Algier zum Einsatz. Weitere drei bis vier Stück sollen (Stand März 2025) folgen.